# Hospitalisation de jour
 (octobre 2013).
L’hospitalisation de jour est une hospitalisation de moins de 24 heures : le patient entre et ressort normalement le même jour. S'il s'agit de chirurgie on parle de chirurgie ambulatoire, sinon on parle généralement de séances : le plus souvent la personne revient plusieurs fois (on parle alors de file active). Par exemple, sont concernés par ce type d'hospitalisation les chimiothérapies, les dialyses ou encore le domaine de la psychiatrie.
Financièrement ce type d'admission permet d'économiser des ressources (les coûts générés par un patient sont fonction de sa durée de séjour). Pour le patient c'est un gain de confort[réf. nécessaire].

## En France
L'avènement de la tarification à l'activité (T2A) pousse les établissements de santé à développer ce type d'hospitalisation.
Le PMSI regroupait ces activités concernées dans la CMD 24 dans la version 10 des GHM. Depuis la version 11 (applicable au 01/03/2009), elles sont désormais intégrées aux autres CMD.